# Chiropetalum griseum
Chiropetalum griseum är en törelväxtart som beskrevs av August Heinrich Rudolf Grisebach. Chiropetalum griseum ingår i släktet Chiropetalum och familjen törelväxter. Inga underarter finns listade i Catalogue of Life.